# Trompetgeschal in Jericho

De ligging van de Palestijnse Gebieden in het Midden-Oosten.

Een detailkaart van de Gazastrook.

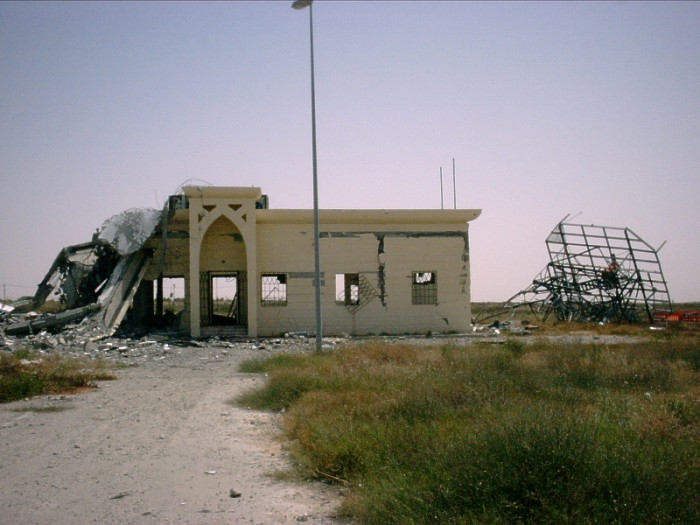
Het zwaar beschadigde internationale vliegveld van de Gazastrook.

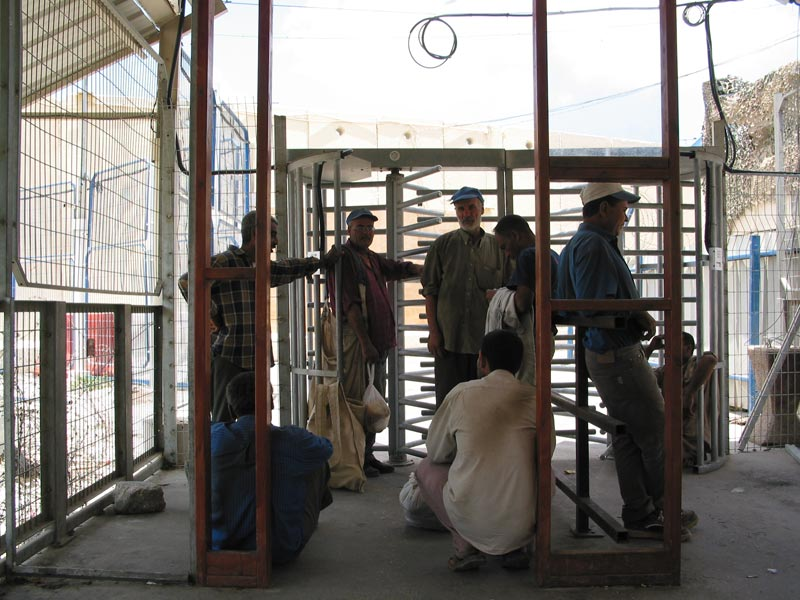
Een grensovergang tussen de Palestijnse Gebieden met Israël.

Trompetgeschal in Jericho is een spionageroman van auteur Gérard de Villiers en is het 113e deel uit de S.A.S.-reeks met als protagonist de Oostenrijkse prins en freelance CIA-agent Malko Linge.

## Het verhaal
De Gazastrook maakt deel uit van de Palestijnse Gebieden en ligt ingeklemd tussen de Middellandse Zee, Israël en Egypte.
Een informant van de CIA wordt niet ver van het grootste vluchtelingenkamp ter wereld vermoord aangetroffen.
Voor de CIA is het een raadsel waarom de informant is vermoord en stuurt Malko voor onderzoek via Israël naar de Gazastrook.
Via een contactpersoon met de codenaam “Charlie” komt Malko op het spoor van een samenzwering. Waarvan een spoor naar het stadsdeel Brooklyn in de Amerikaanse stad New York.

## Personages
- Malko Linge, een Oostenrijkse prins en CIA-agent;